# 新华彝族苗族乡
新华彝族苗族乡是中华人民共和国云南省临沧市凤庆县下辖的一个民族乡。

## 行政区划
新华彝族苗族乡下辖以下村级行政区划单位：
新华村、白腊村、西密村、瓦屋村、沙帽村、凤云村、水源村、砚田村、紫微村、文平村和美华村。

## 中国传统村落
2013年8月，紫微村平坦组被评为第二批中国传统村落。